# Міжнародний комітет Червоного Хреста
Міжнародний Комітет Червоного Хреста (МКЧХ, англ. International Committee of the Red Cross ICRC, фр. Comité International de la Croix-Rouge, ісп. Comité Internacional de la Cruz Roja) — це незалежна, приватна, нейтральна гуманітарна організація, заснована Анрі Дюнаном в 1863 році в Женеві, Швейцарія.
Комітет має унікальні повноваження, надані міжнародною спільнотою відповідно до норм міжнародного гуманітарного права, зокрема Женевських конвенцій. Його основна місія — захист життя і гідності жертв збройних конфліктів та надання їм допомоги, як у міжнародних, так і у внутрішніх конфліктах. 
МКЧХ є складовою частиною Міжнародного Руху Червоного Хреста і Червоного Півмісяця, до якого також входять Міжнародна Федерація товариств Червоного Хреста і Червоного Півмісяця та 186 національних товариств. Комітет є найстарішою гуманітарною організацією в межах Руху.
МКЧХ тричі отримував Нобелівську премію миру: у 1917 році — за зусилля щодо покращення становища військовополонених під час Першої світової війни; у 1944 році — за гуманітарну роботу в роки Другої світової війни, яка повернула людству віру в солідарність та примирення; у 1963 році — з нагоди сторіччя комітету, як визнання його неперервного гуманітарного внеску.

## Історія
МКЧХ був заснований з ініціативи швейцарського громадського діяча Анрі Дюнана, який 24 червня 1859 став свідком битви під Сольферіно та був уражений видовищем людських страждань. Під час битви були випадки розстрілу полонених чи добивання поранених багнетами. Багато поранених солдатів померли впродовж наступних днів після битви через брак води, медикаментів та медичної допомоги.
Після повернення до Швейцарії Дюнан описав свої враження у книзі «Спогад про Сольферіно» (Un souvenir de Solférino, 1862). У ній він закликав до створення добровільних організацій, які б надавали медичну допомогу пораненим незалежно від їхньої приналежності, а також до ухвалення міжнародних угод, що гарантували б нейтралітет і захист поранених, медичного персоналу та польових шпиталів під час воєн.
У 1863 році в Женеві був створений комітет з 5 осіб для реалізації ідей Дюнана. Цей комітет згодом отримав назву «Міжнародний комітет Червоного Хреста». Відтоді Комітет став основним ініціатором розвитку міжнародного гуманітарного права та засновником Руху Червоного Хреста і Червоного Півмісяця.

Прапор МКЧХ

Прапором організації став червоний хрест на білому тлі — інверсія кольорів швейцарського прапора, що символізує нейтралітет і гуманність. Згодом до хреста були додані інші емблеми: Червоний Півмісяць та Червоний Кристал.
МКЧХ став провідною силою у створенні та впровадженні Женевських конвенцій 1949 р. про захист жертв збройних конфліктів та Додаткових протоколів до них.

## Правова основа діяльності

### Правовий статус комітету
Міжнародний комітет Червоного Хреста (МКЧХ) є єдиною організацією, яка має офіційний мандат стежити за дотриманням міжнародного гуманітарного права (МГП). Його юридична основа визначена чотирма Женевськими конвенціями 1949 року, додатковими протоколами до них, а також статутом самого комітету. Крім того, МКЧХ виконує гуманітарні завдання, не передбачені безпосередньо міжнародним правом, зокрема відвідування політичних в'язнів поза межами зон збройного конфлікту та надання допомоги під час стихійних лих.
Відповідно до Севільська угода (документ, що визначає, яка з організацій Руху координує дії в конкретних обставинах), МКЧХ виступає провідним органом Міжнародного руху Червоного Хреста і Червоного Півмісяця у ситуаціях збройного конфлікту. Водночас інші організації Руху відіграють провідну роль у випадках природних або техногенних катастроф та інших надзвичайних ситуацій невійськового характеру.

### Міжнародне гуманітарне право
Діяльність МКЧХ базується на нормах міжнародного гуманітарного права (МГП), зокрема чотирьох Женевських конвенціях 1949 року, двох Додаткових протоколах 1977 року та Додатковому протоколі III 2005 року. Також юридичну основу діяльності комітету становлять Статут Міжнародного руху Червоного Хреста і Червоного Півмісяця та резолюції Міжнародних конференцій цього Руху .
МГП — це сукупність норм, які регулюють ведення збройних конфліктів та спрямовані на обмеження їхніх наслідків. Воно покликане захищати осіб, які не беруть або припинили брати участь у бойових діях, а також встановлювати обмеження щодо засобів і методів ведення війни. Основу МГП становлять Женевські конвенції, першу з яких було ухвалено у 1864 році за участю 16 держав.

### Женевські конвенції та додаткові протоколи
- Перша Женевська конвенція стосується захисту поранених і хворих військовослужбовців під час збройних конфліктів на суші.
- Друга Женевська конвенція регулює захист поранених, хворих та осіб, що зазнали корабельної аварії, під час збройних конфліктів на морі.
- Третя Женевська конвенція визначає правила поводження з військовополоненими.
- Четверта Женевська конвенція стосується захисту цивільного населення під час збройних конфліктів.

#### Додаткові протоколи:
- Додатковий протокол I (1977 р.) — передбачає захист жертв міжнародних збройних конфліктів.
- Додатковий протокол II (1977 р.) — регламентує захист осіб, постраждалих під час неміжнародних (внутрішніх) збройних конфліктів.
- Додатковий протокол III (2005 р.) — вводить емблему Червоного Кристала як нейтральний символ, нарівні з Червоним Хрестом і Червоним Півмісяцем.[13]

### Спеціальні привілеї та імунітет
МКЧХ є приватною організацією, зареєстрованою у Швейцарії, яка протягом багатьох років користується низкою спеціальних привілеїв та імунітетів на території цієї країни. Правову основу такого статусу було закладено 19 березня 1993 року шляхом укладення офіційної угоди між урядом Швейцарії та МКЧХ. 
Згідно з положеннями цієї угоди, вся власність комітету на території Швейцарії, включаючи будівлю штаб-квартири та архіви, перебуває під повним правовим захистом. Організація звільняється від усіх податків та зборів, має право на захищений і безмитний обіг товарів, послуг і фінансових коштів, а також користується привілейованими каналами зв'язку, подібними до тих, що надаються дипломатичним представництвам. Крім того, угода передбачає спрощений режим в'їзду та виїзду для співробітників МКЧХ.
Попри поширену помилкову думку, МКЧХ не є ані суверенною організацією, ані класичною міжурядовою чи неурядовою міжнародною інституцією. Починаючи з 1990-х років, до складу комітету входять представники різних країн світу. Вони працюють як у штаб-квартирі в Женеві, так і у польових місіях по всьому світу. Станом на 2007 рік майже половина співробітників МКЧХ не мали швейцарського громадянства.
Комітет також користується спеціальним статусом у багатьох інших державах. Цей статус визначається національним законодавством, двосторонніми угодами з урядами відповідних країн, а також нормами міжнародного права. Одним із таких правових преференцій є заборона залучення делегатів МКЧХ як свідків у міжнародних кримінальних трибуналах.

## Місія, принципи та повноваження

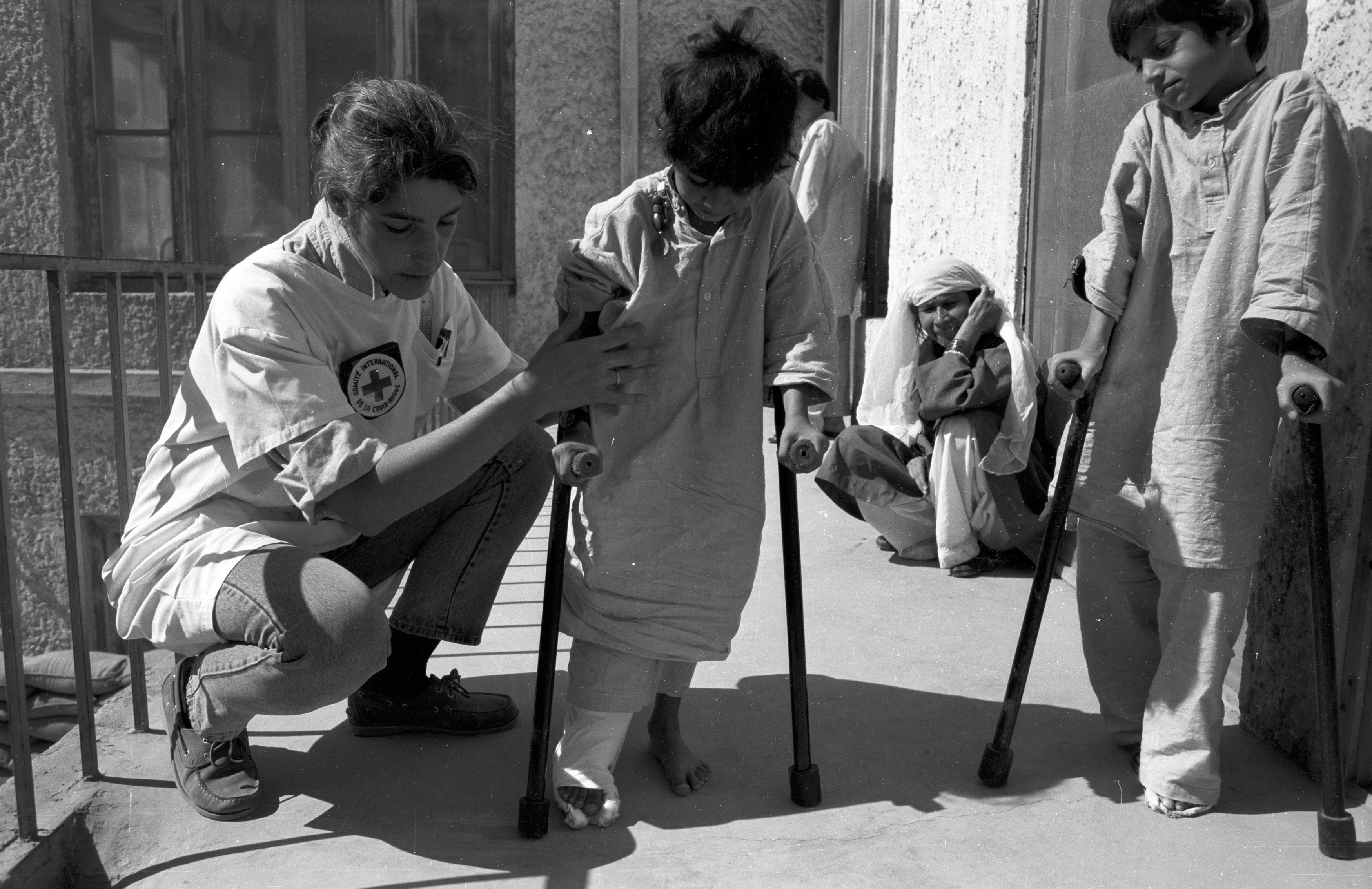
Працівники МКЧХ допомагають дітям в Афганістані

### Місія та повноваження
Згідно з офіційним визначенням, МКЧХ є неупередженою, нейтральною та незалежною гуманітарною організацією, місія якої полягає у захисті життя і гідності жертв збройних конфліктів та внутрішнього насильства, а також у наданні їм допомоги. Крім того, комітет координує міжнародні зусилля щодо розвитку та зміцнення норм міжнародного гуманітарного права (МГП) і просування універсальних гуманітарних принципів.
Відповідно до положень Женевських конвенцій та статуту комітету, до його основних завдань належать:
- моніторинг дотримання положень Женевських конвенцій усіма сторонами збройного конфлікту;[15]
- організація медичної допомоги та догляду за пораненими на полі бою;
- контроль за умовами утримання військовополонених і ведення конфіденційного діалогу з відповідними органами з метою їх покращення;[16]
- сприяння у пошуку зниклих безвісти;[17]
- забезпечення захисту цивільного населення;[18]
- виконання ролі нейтрального посередника між сторонами конфлікту.

### Сім основних принципів
Міжнародний рух Червоного Хреста і Червоного Півмісяця керується сімома основними принципами, що визначають його діяльність у всьому світі:
1. Гуманність. Рух прагне запобігати людським стражданням, захищати життя і здоров’я людей та забезпечувати повагу до людської гідності.
2. Неупередженість. Допомога надається незалежно від національності, раси, релігії, соціального походження чи політичних переконань. Першочергову допомогу отримують ті, хто перебуває в найгіршому становищі.
3. Нейтральність. Рух не стає на бік жодної зі сторін у збройних конфліктах і не втручається в політичні, расові, релігійні чи ідеологічні суперечки.
4. Незалежність. Хоча національні товариства можуть співпрацювати з державними органами у гуманітарній сфері, вони зберігають автономію, що дозволяє діяти відповідно до принципів Руху.
5. Добровільність. Рух є добровільною гуманітарною ініціативою, а не діяльністю, що керується прагненням до вигоди.
6. Єдність. У кожній країні може існувати лише одне національне товариство Червоного Хреста або Червоного Півмісяця, яке має бути відкритим для всіх та здійснювати гуманітарну діяльність на всій території країни.
7. Універсальність. Рух має глобальний характер. Усі національні товариства мають рівні права та зобов'язані допомагати одне одному.

### Емблема

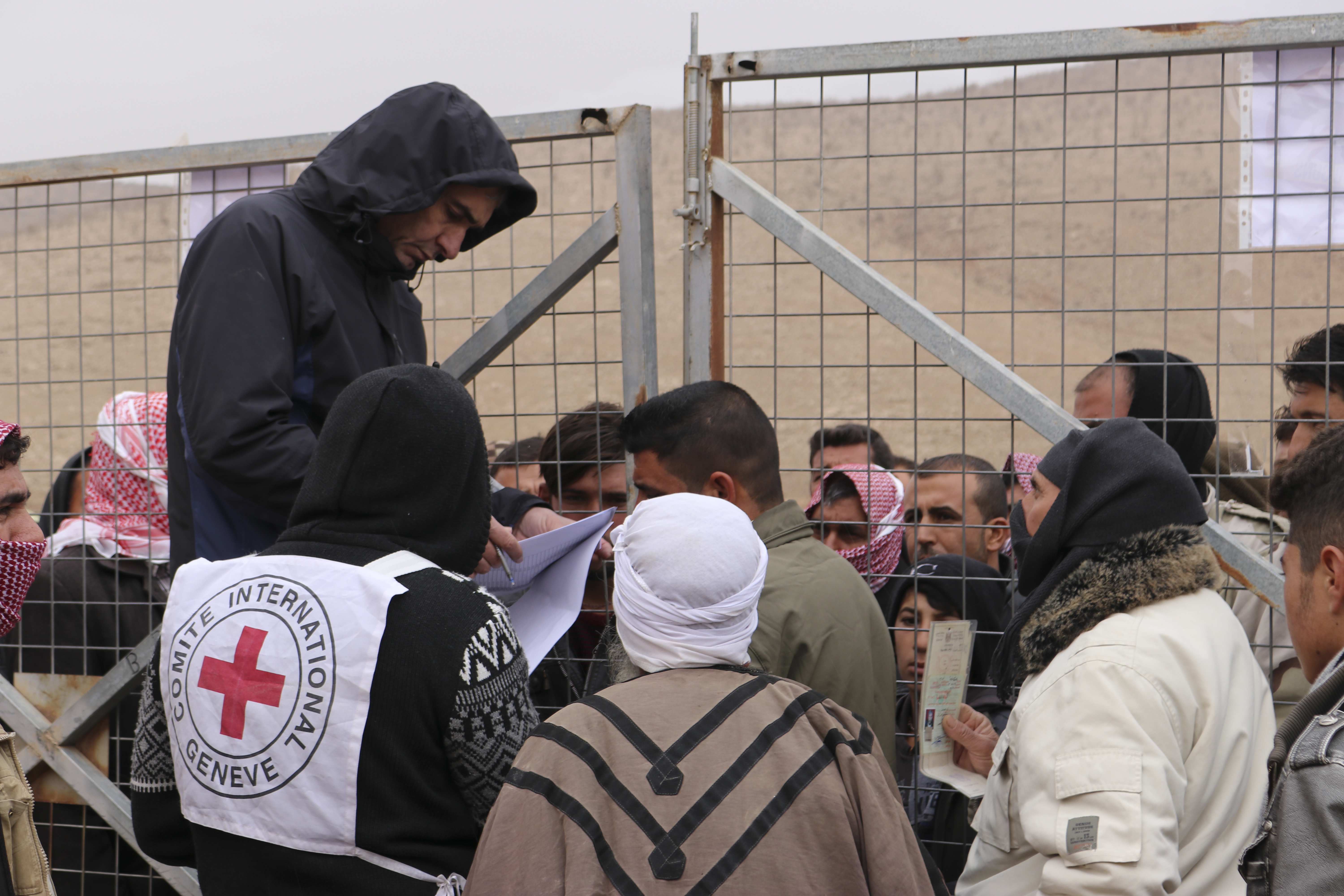
МКЧХ роздає допомогу у таборі для тимчасово переміщених осіб в Іраку

Згідно з положеннями Женевських конвенцій, емблеми Червоного Хреста, Червоного Півмісяця та Червоного Кристала слугують для позначення та захисту медичних служб збройних сил і гуманітарних організацій, які надають допомогу цивільному населенню під час збройних конфліктів. Ці символи наносяться на транспортні засоби, будівлі та інші об'єкти медичного чи гуманітарного призначення.
Емблема Міжнародного комітету Червоного Хреста — це червоний грецький хрест на білому тлі (є зворотнім відображенням прапора Швейцарії), оточений колом з написом фр. COMITE INTERNATIONAL GENEVE (назва комітету, розташування штаб-квартири в Женеві). Емблема МКЧХ (англ. ICRC, фр. CICR) є офіційним символом і використовується для позначення нейтрального та захищеного статусу організації відповідно до положень Женевських конвенцій.

## Структура організації

### Штаб-квартира та представництва
Штаб-квартира МКЧХ розташована в м. Женева (Швейцарія). Організація має представництва приблизно в 80 країнах світу. Загальна чисельність персоналу перевищує 16 000 осіб.

### Керівні органи
Структура управління МКЧХ включає три основні органи:
- Асамблею — вищий керівний орган;
- Раду Асамблеї — допоміжний орган, якому делегуються окремі повноваження Асамблеї;
- Директорат — виконавчий орган.

Президент МКЧХ очолює як Асамблею, так і Раду Асамблеї.

#### Асамблея
Асамблея, також знана як Комітет, є головним органом стратегічного управління МКЧХ. Вона відповідальна за формулювання місії, цілей, принципів діяльності, а також нагляд за фінансами. До її складу входять 25 членів, яких обирають строком на чотири роки без обмеження кількості переобрань.
Історично членство в Асамблеї було обмежене за статевою, релігійною та географічною ознаками — всі її члени були білими протестантами-чоловіками з кантону Женева. Першою жінкою в Асамблеї стала Рене-Марґеріт Креймер у 1918 році. З того часу зросла як гендерна, так і культурна різноманітність складу.
Попри міжнародний характер Руху Червоного Хреста і Червоного Півмісяця, Асамблея зберігає переважно швейцарський склад. Це забезпечує нейтральність МКЧХ, що дозволяє організації зберігати довіру від усіх сторін збройних конфліктів.

#### Рада асамблеї
Рада Асамблеї складається з п'яти членів, яких обирає Асамблея зі свого складу. Зазвичай це Президент, два віце-президенти та два додаткові члени. Рада є активним робочим ядром управління, яка збирається не менше десяти разів на рік. Вона має повноваження ухвалювати рішення від імені Асамблеї у визначених питаннях, а також відповідає за організацію її засідань і підтримку зв'язку з Директоратом.

#### Директорат
Директорат відповідає за щоденне управління МКЧХ та реалізацію стратегічних рішень, ухвалених Асамблеєю. Він складається з Генерального директора та п'яти директорів, що очолюють такі напрямки:
- Операції
- Людські ресурси
- Фінансові ресурси та логістика
- Зв’язки з громадськістю та інформаційна політика
- Міжнародне право та співробітництво в межах Руху

Членів Директорату призначає Асамблея на чотирирічний термін.

#### Президент
Президент МКЧХ обирається Асамблеєю на чотири роки. Після обрання він автоматично стає членом Асамблеї та Ради Асамблеї. Хоча він не зобов'язаний бути членом Комітету до обрання, часто цю посаду займають представники професійних кіл — переважно юристи або дипломати. Роль Президента багато в чому залежить від особистості, стилю керівництва та історичного контексту.
Президенти МКЧХ:
- 1863—1864: Анрі Дюнан
- 1863—1864: Анрі Дюфур
- 1864—1910: Ґюстав Муаньє
- 1910—1928: Ґюстав Адор
- 1928—1944: Макс Юбер
- 1944—1948: Карл-Якоб Буркхардт
- 1948—1955: Пауль Рюггер
- 1955—1964: Леопольд Буассьє
- 1964—1969: Самюель Ґонар
- 1969—1973: Марсель Навілль
- 1973—1976: Ерік Мартен
- 1976—1987: Александр Хей
- 1987—1999: Корнеліо Соммаруга
- 2000—2012: Якоб Келленберґер
- 2012—2022: Петер Маурер[24]
- 1 жовтня 2022 — до т.ч.: Мір'яна Сполярич-Еґґер[en].[25]

### Персонал і волонтери

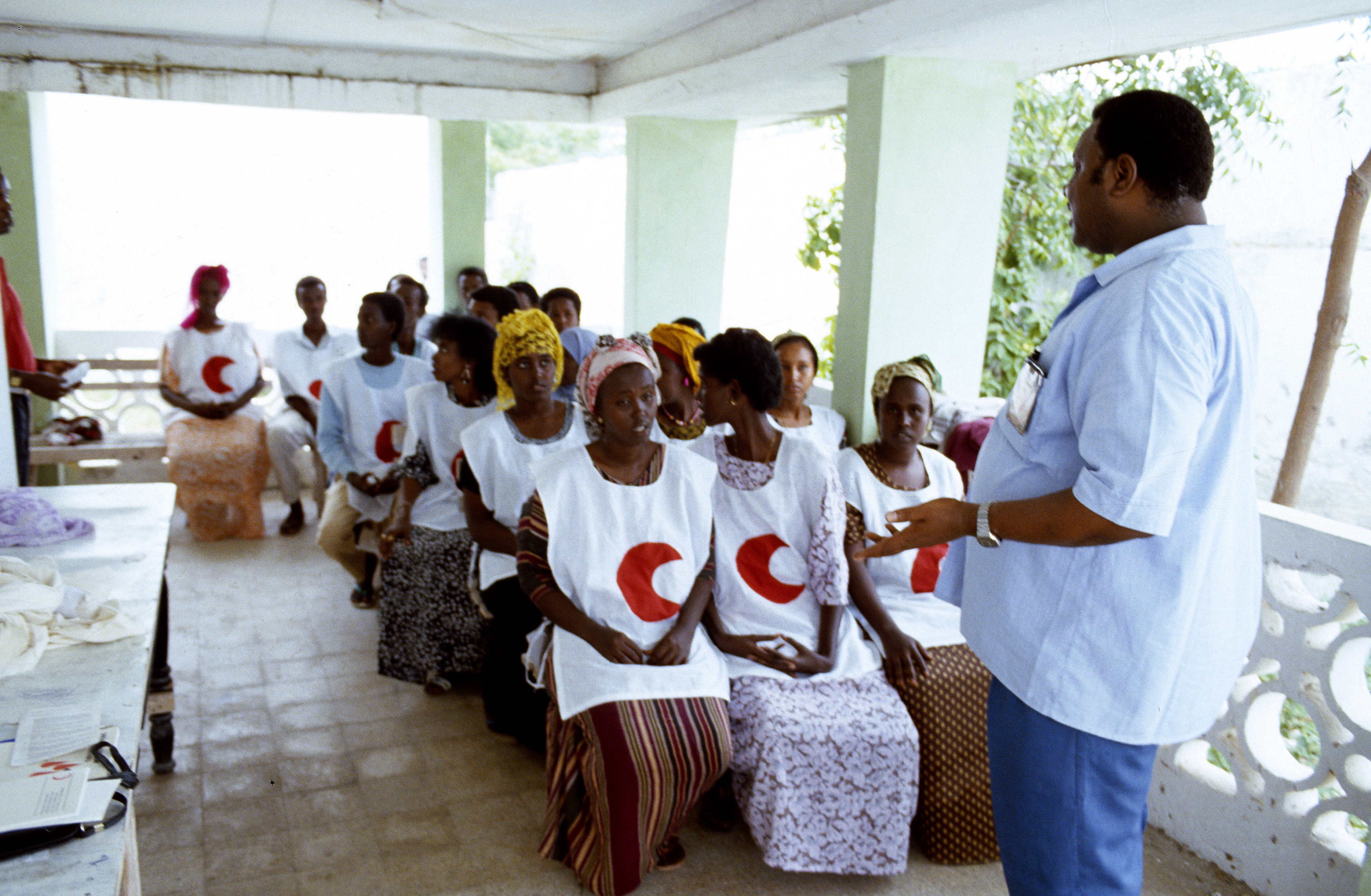
Підготовка волонтерів Руху Червоного Хреста і Червоного Півмісяця в Сомалі.

Протягом десятиліть чисельність професійного персоналу МКЧХ зростала. Якщо у 1914 році в комітеті працювало лише 12 осіб, то під час Другої світової війни їх було вже 1900, а ще 1800 діяли як волонтери. З 1970-х років організація впроваджує систематичну підготовку персоналу.
МКЧХ приваблює випускників вишів, особливо у Швейцарії. Щороку організацію залишає близько 15 % працівників, а 75 % працюють менше трьох років. Половина працівників не є громадянами Швейцарії. Ще близько 13 000 співробітників залучені в місіях на місцевому рівні в країнах, де діють делегації.

## Повноваження в межах Руху Червоного Хреста і Червоного Півмісяця

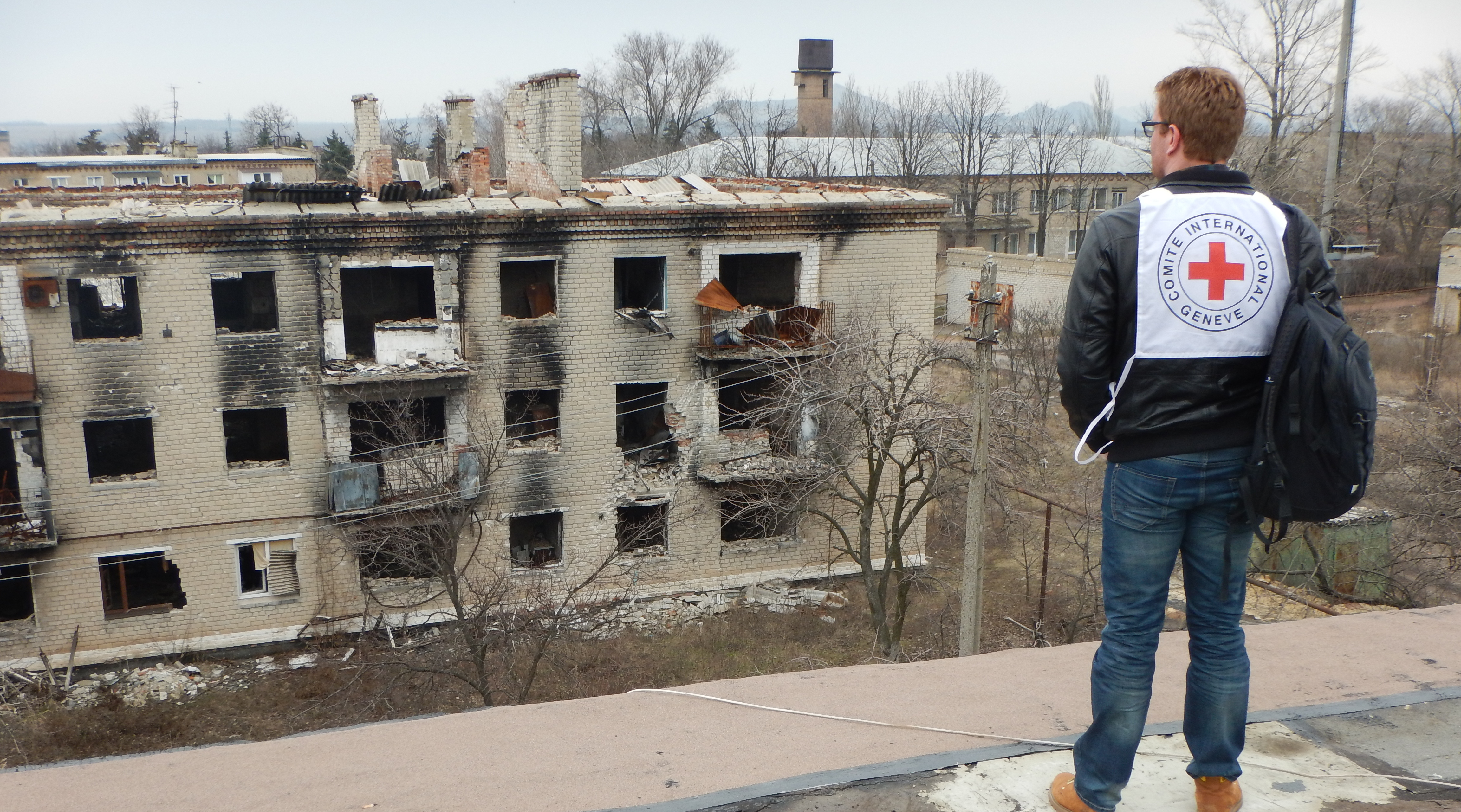
Працівник МКЧХ оглядає пошкоджений будинок у Луганській області.

МКЧХ відповідає за офіційне визнання національних товариств Червоного Хреста або Червоного Півмісяця. Після визнання комітетом, національне товариство отримує право стати членом Міжнародної федерації товариств Червоного Хреста і Червоного Півмісяця (МФЧХ і ЧП, англ. IFRC).
МКЧХ і Федерація (МФЧХ і ЧП) співпрацюють із національними товариствами у міжнародних місіях, об'єднуючи зусилля у сфері кадрових, матеріальних та фінансових ресурсів, а також у питаннях логістики.

## Фінансування та фінансові питання
Витрати МКЧХ за 2023 рік становили 2,27 мільярда швейцарських франків. З цієї суми 1,97 мільярда франків (приблизно 90 % загального бюджету) було спрямовано на реалізацію на місцях.
Розподіл витрат за регіонами: Африка — 38 %, Близький і Середній Схід — 23 %, Європа та Центральна Азія — 19 %, Азійсько-Тихоокеанський регіон — 15 %, Америка — 6 %.
Основними донорами МКЧХ є держави-учасниці Женевських конвенцій. Зокрема, Швейцарія, США, Австралія, Канада, Японія та Нова Зеландія забезпечують разом приблизно 80–85 % фінансування організації. Решта надходжень надходить від приватних донорів та національних товариств Червоного Хреста і Червоного Півмісяця.

## МКЧХ в Україні[34]

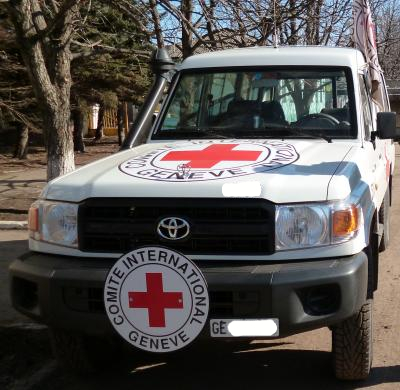
Автомобіль МКЧХ у Станиці Луганській. 2015 рік.

МКЧХ в Україні присутній як нейтральний посередник між сторонами конфлікту, що ставить на меті максимально полегшити життя цивільного населення, що проживає в зоні конфлікту, а також допомогти сторонам конфлікту у вирішенні гуманітарних проблем, що виникли у зв'язку з конфліктом.
Станом на 2017 рік Україні діє сім офісів організації — в Києві, Слов'янську, Сєвєродонецьку, Маріуполі, Донецьку, Луганську та Одесі. Кількість співробітників в українських представництвах — більше 500. По обидві сторони лінії розмежування на сході України МКЧХ надає волонтерську допомогу місцевим мешканцям.
Протягом 2018 року Міжнародний комітет Червоного Хреста доставив на окупований Донбас декілька багатотонних партій гуманітарної допомоги.

### Допомога
Тимчасово переміщені особи, старі, хворі, інваліди та безробітні забезпечуються продуктами харчування, предметами гігієни, грошовою допомогою. Проводяться тренінги серед волонтерів, школярів, вчителів та місцевих жителів для захисту від мін та боєприпасів, що не розірвалися. Медичні заклади забезпечуються ліками, зокрема для лікування хронічних захворювань, а також перев'язувальним матеріалом для лікарень і медичних пунктів. Комунальні заклади, зокрема ті що відповідають за водопостачання, які постраждали чи були зруйновані під час ведення бойових дій отримують обладнання та будівельні матеріали для відновлення своєї інфраструктури.
На території, де рівень небезпеки є високим, МКЧХ розповсюджує продуктові й господарські набори (наприклад, як частина його програми з підготовки до зими) серед нужденних, а також надає матеріали для ремонту будинків, пошкоджених унаслідок конфлікту. МКЧХ також продовжує підтримувати роботу інфраструктурних підприємств (компанії, що відповідають за водопостачання, контролюють роботу електромереж і газопроводів) аби бути впевненими, що населення по обидва боки від контактної лінії має доступ до життєво необхідних об'єктів інфраструктури, аби попередити кризові гуманітарні ситуації.

### Захист
МКЧХ допомагає шукати зниклих безвісти людей. Надається підтримка судово-медичним установам та громадським організаціям, що беруть участь в розшуку, збиранні та ідентифікації людських останків. МКЧХ допомагає підтримувати зв'язок зі своїми близькими людям, які виявилися розділеними в результаті конфлікту, також допомагає сім'ям дізнаватися місцезнаходження їх зниклих безвісти родичів.
МКЧХ допомагає зробити контрольні пункти входу-виходу через контактну лінію безпечнішими й більш комфортабельними. З цією метою на них встановлено спеціальні пункти відпочинку, де несуть чергування представники Червоного Хреста, туалети, сміттєві контейнери.
З 2015 року МКЧХ здійснює програму «Безпечні школи», яка поширена на 190 навчальних закладів уздовж контактної лінії довжиною у 465 км. Заходи, які проводить МКЧХ, відповідають безпосереднім потребам тих, хто найбільше постраждав від конфлікту. Ключовими заходами є: інформування щодо мінної небезпеки; сесії «Допоможи помічникові», що забезпечують психологічну підтримку і навчання учителів; поширення навчальних матеріалів; захист вікон від руйнування й укріплення вікон; певні будівельні роботи; надання товарів гуманітарного характеру для шкільних підвалів / імпровізованих бомбосховищ, у тому числі ковдр, свічок, каністр; надання першої допомоги і наборів першої допомоги.
МКЧХ нагадує сторонам конфлікту, що об'єкти цивільної інфраструктури і цивільні особи загалом, у тому числі працівники цих об'єктів, не повинні ставати військовою ціллю. Створення охоронних зон повинно бути узгоджене з усіма сторонами конфлікту або безпосередньо, або через нейтрального посередникам, такого як МКЧХ.

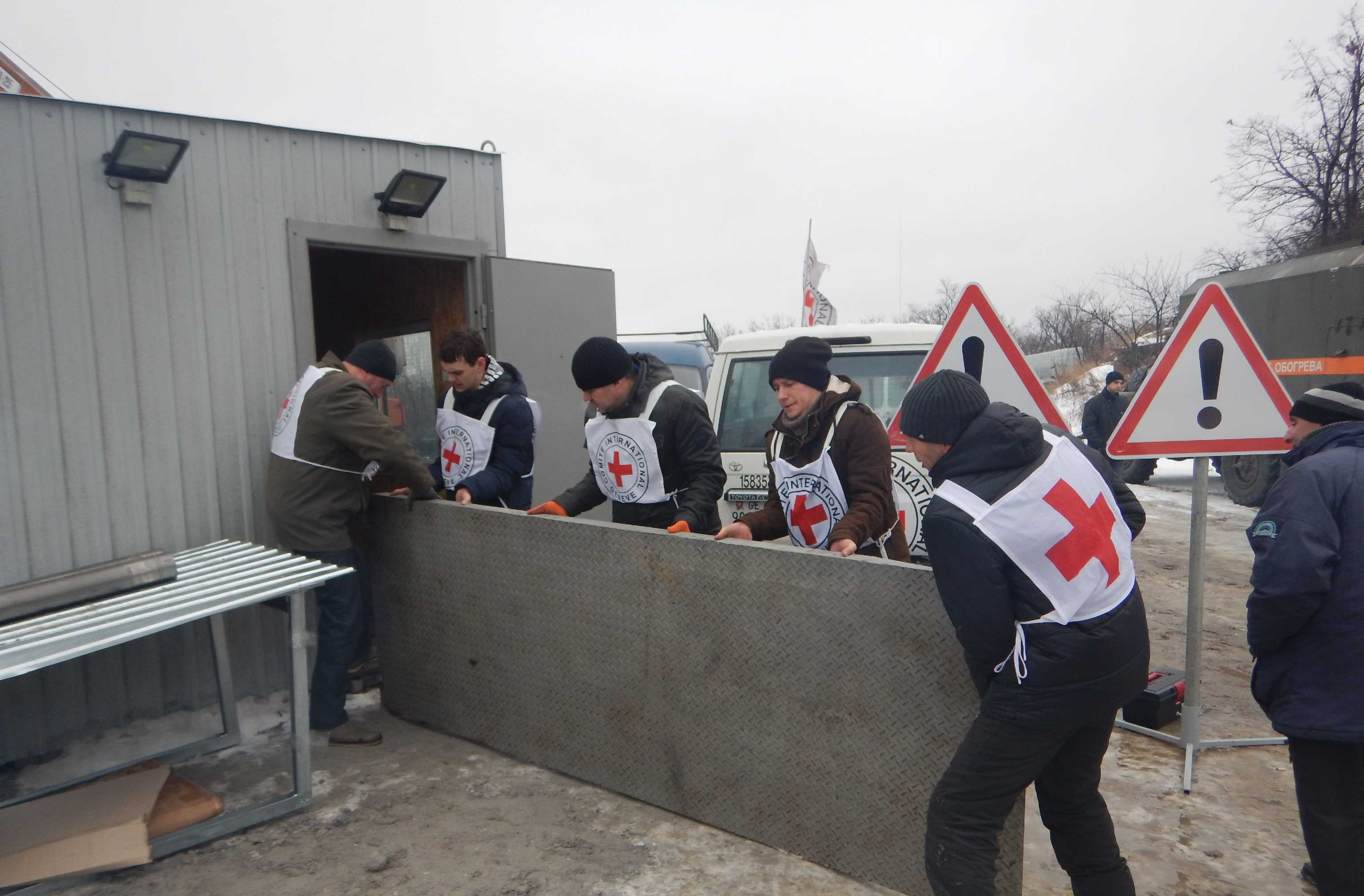
Встановлення пункту обігріву на КПВВ у Станиці Луганській

Делегати МКЧХ в Україні відвідують тих, хто знаходиться під вартою у зв'язку з конфліктом. Метою цих візитів є забезпечення того, аби життя і гідність людей, що перебувають у місцях утримання під вартою, не ставилися під загрозу. Комітет надає спеціальні повідомлення МКЧХ, котрі родичі можуть написати особам, яких утримують під вартою, й отримати відповідь. Родичі можуть також передати деякі продукти й одяг для людей, яких тримають під вартою. На території, підконтрольній уряду України, МКЧХ допомагає Міністерству юстиції України покращити умови утримання ув'язнених. Триває діалог з урядом України, аби працівники МКЧХ отримали доступ до всіх затриманих у зв'язку з конфліктом. Триває діалог з владою непідконтрольних уряду України територій з метою забезпечення безперешкодного доступу працівників МКЧХ до затриманих у зв'язку з конфліктом.

### Превентивна діяльність
МКЧХ інформує військові структури та органи державної безпеки про норми МГП і їхнє застосування на місцях. МКЧХ розповідає представникам цих структур про свою діяльність у відповідній країні, аби покращити співробітництво на місцях. Комітет також сприяє розумінню МГП серед органів влади й академічних кіл. Програми МКЧХ в галузі освіти й інформаційної діяльності також підвищують обізнаність про МГП серед молоді в університетах. МКЧХ надає підтримку та технічну експертизу Національній комісії України з міжнародного гуманітарного права, а також проводить консультаційні зустрічі з представниками Верховної Ради України, роз'яснюючи парламентаріям важливість вирішення гуманітарних проблем населення шляхом імплементації норм міжнародного гуманітарного права до національного законодавства.

### Співробітництво

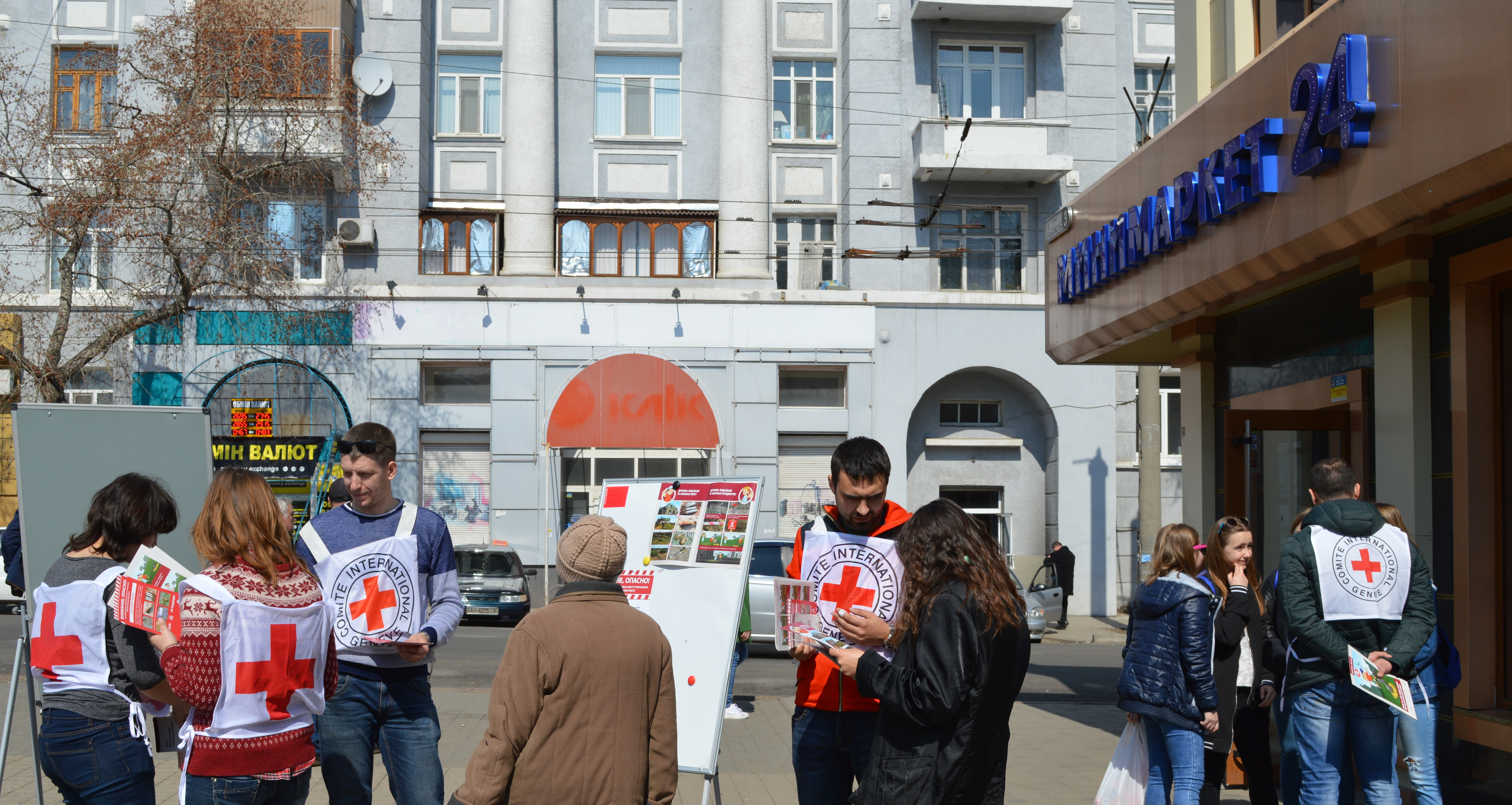
Працівники МКЧХ інформують мешканців міста щодо мінної небезпеки

МКЧХ тісно співпрацює з Товариством Червоного Хреста України, зміцнюючи його потенціал. Волонтери ТЧХУ допомагають у проведенні навчальних сесій з надання першої медичної допомоги, вони також несуть чергування у спеціальних притулках для відпочинку людей, які МКЧХ встановив на контрольних пунктах перетину контактної лінії.

### Діяльність під час російсько-української війни
Наприкінці березня 2022 року, після початку вторгнення Росії в Україну голова МКЧХ відвідав Росію. Там він зустрічався з міністром закордонних справ країни-окупанта Сергієм Лавровим, де вів розмови, поміж іншого, про відкриття центру для українців, яких насильницьки було вивезено в тому числі з Маріуполя, який опинився в блокаді.
15 березня міжнародна місія Червоного Хреста у складі 30 осіб залишила Маріуполь, у якому на той момент залишалося не менш як 350 тисяч цивільних мешканців, які перебували без їжі, води, електрики, ліків, зв'язку.

## Міжнародна конференція Червоного Хреста 2024[43]
Наприкінці жовтня 2024 дружини і члени родин українських військовополонених і зниклих безвісти, не отримавши жодних відповідей на питання чому організація не виконує свою гуманітарну місію в російсько-українській війні, вирушили за власний кошт до Швейцарії, в Женеву, де мала відбутись головна (раз в 4 роки) конференція Червоного Хреста, щоб нагадати світові про недотримання МКЧХ свого статуту. 
Проте, делегація родин не отримала офіційного дозволу провести пікет під місцем проведення конференції. 
28 жовтня, перед відкриттям конференції жінки роздавали флаєри із запрошенням на дозволену акцію наступного дня на площі Націй.  Через 10 хвилин приїхала поліція і попросила покинути місце проведення конференції.
Все ж, 29 жовтня на женевській площі Націй акція таки відбулась. До неї долучились місцева українська громада і небайдужі українці з інших міст Швейцарії, та навіть інших країн.  
17 жінок з України виконали перформанс, щоб привернути більше уваги. 
Прочитали публічне звернення до МКЧХ з вимогами, що відповідають Женевським конвенціям: зробити все можливе для отримання доступу до місць утримання українських полонених (186 в’язниць на території РФ і на окупованих територіях України), скласти повні списки полонених і надавати інформацію про місце утримання і стан здоров’я, забезпечувати гуманне поводження з полоненими, налагодити звʼязок між полоненими та їхніми родинами, сприяти створенню змішаних медичних комісій для переміщення важкохворих і важкопоранених на третю сторону. 